# Niklas Märkl
Niklas Märkl (ur. 3 marca 1999 w Queidersbach) – niemiecki kolarz szosowy.

## Osiągnięcia
Opracowano na podstawie:

2016
- 2. miejsce w mistrzostwach Niemiec juniorów (start wspólny)
- 2. miejsce w mistrzostwach świata juniorów (start wspólny)

2017
- 1. miejsce w klasyfikacji punktowej Wyścigu Pokoju Juniorów
  - 1. miejsce na 4. etapie
- 2. miejsce w Trofeo Karlsberg
- 3. miejsce w mistrzostwach Europy juniorów (start wspólny)
- 1. miejsce w Memorial Pietro Merelli
- 1. miejsce w Trofeo Emilio Paganessi

2019
- 1. miejsce w prologu Istarsko Proljeće
- 1. miejsce w Youngster Coast Challenge

2020
- 3. miejsce w Trofej Umag

## Rankingi
| Rok             | 2018  | 2019 | 2020 | 2021 | 2022  | 2023  | 2024  |
| --------------- | ----- | ---- | ---- | ---- | ----- | ----- | ----- |
| World Ranking   | 2391. | 938. | 965. | 476. | 1881. | 3086. | 1520. |
| UCI Europe Tour | 1598. | 676. | 755. | 387. | 1212. | -     | -     |
|                 |       |      |      |      |       |       |       |
| Źródło: UCI     |       |      |      |      |       |       |       |